# Whatever Happened to Robot Jones?
Whatever Happened to Robot Jones? (no Brasil, Jonas, o Robô, em Portugal, Robô Jonas) é uma série de desenho animado estadunidense que foi produzida pelo estúdio de produções do Cartoon Network, Cartoon Network Studios, e criada por Greg Miller.
A série teve um episódio piloto que foi produzido em 2000 além de outros 13 episódios que foram produzidos em 2002 e em 2003, sendo que todos os episódios foram distribuídos em 2 temporadas.

## Histórico da série

### Episódio piloto e série de televisão
Em 25 de agosto de 2000 foi exibido no Cartoon Network dos Estados Unidos o episódio piloto da série intitulado Whatever Happened to Robot Jones?. Este episódio fazia parte de um concurso via internet e celular feito pelo Cartoon Network chamado Cartoon Network's Big Pick, onde vários curtas-metragens de desenho animado eram exibidos no Cartoon Network para depois serem avaliados pelos telespectadores através de uma votação. O desenho que ganhasse essa votação iria se tornar uma série de televisão.
Na final do concurso competiram os três mais votados: Diabólico & Sinistro; Jonas, o Robô; e um desenho chamado Cabeludo e Cabeção (Longhair and Doubledome). Diabólico e Sinistro venceu e se tornou uma série de televisão.
Dois anos mais tarde; Jonas, o Robô também acabou se tornando uma série de televisão. Além do episódio piloto foram produzidos mais 13 episódios em 2002 e em 2003 que foram distribuídos em 2 temporadas.

### Cancelamento
Em 2003, a série acabou sendo cancelada pouco tempo depois da 2ª temporada começar a ser produzida. Isso aconteceu devido a uma grande falta de apoio por parte dos executivos do Cartoon Network e os episódios da 2ª temporada terem recebido quase nenhuma promoção ou divulgação feita pelo estúdio do canal.

### Atualmente
Recentemente, o Cartoon Network dos Estados Unidos parece estar abandonando a série. Ela foi exibida por volta de 2005 no Cartoon Network Video, mas foi retirada deste um tempo depois. Em 2008, a série foi completamente retirada do site do canal, o que foi mais um indício de que o Cartoon Network planeja abandoná-la completamente. No Brasil, a série ainda é exibida pelo canal Tooncast.

## Sinopse
O desenho conta a história de Jonas, um robô que aparentemente vive na década de 1980 (o cenário e os personagens da série aparentemente indicam que a história se passa nessa década). Ele é forçado pelos pais a frequentar uma escola de seres humanos para poder se adaptar em relação a eles. Com isso, Jonas consegue amigos e inimigos humanos e passa por várias experiências do cotidiano que servem a ele como lições de vida.

## Personagens
- Robô Jonas - Ele é um robô super inteligente que foi forçado pelos pais a estudar em uma escola para ele poder se adaptar aos humanos. Jonas tem alguns amigos de sua classe que estão sempre se divertindo com ele. Na mesma classe de Jonas existem dois irmãos gêmeos que estão sempre tentando roubar seu cérebro e o desafiando para competições. Jonas é apaixonado por Shannon Westeburg, que é uma garota também muito inteligente.
- Unidade Pai - É o pai de Jonas. Ele sempre repete três vezes seguidas a mesma frase dita por ele. Possui um braço em cima de sua cabeça e está sempre usando uma gravata.
- Unidade Mãe - É a mãe de Jonas. Ela possui duas mangueiras de gasolina no lugar das mãos e dos braços, as quais ela usa para abastecer com óleo a sua família.
- Timothy "Socks" Morton - É o melhor amigo do Robô Jonas. Ele gosta muito de ouvir música rock.
- Charles "Cubey" Cubinacle - É um dos amigos de Jonas. Está sempre usando óculos de sol e patins sobre rodas. Seu passatempo favorito é jogar videogame e por causa disso usa uma camisa que possui um desenho do Pac-man.
- Mitch Freeman - Também é um dos amigos de Jonas. Está sempre usando fones de ouvido.
- Shannon Westeburg - É uma garota que usa aparelho nos dentes e por quem Jonas é extremamente apaixonado.
- Lenny e Denny Bolacha - São dois irmãos gêmeos que estudam na mesma classe que Jonas e seus amigos. Estão sempre querendo roubar o cérebro de Jonas e o desafiando em competições.
- Clancy - É o zelador da escola.
- Diretor Pavil Curto - É o diretor e dono da escola onde Jonas estuda. Ele detesta máquinas e aparelhos modernos e está sempre tentando pegar o Robô Jonas em flagrante fazendo alguma coisa errada.
- Sr. McMcMc - O professor de matemática da classe de Jonas.

### Elenco de dublagem
- Robô Jonas - Felipe Drummond
- Unidade Pai - Luiz Feier Motta
- Unidade Mãe - Sumára Louise
- Socks - Marcos Souza
- Cubey - Alexandre Drummond
- Mitch - Rodrigo Antas
- Shannon Westeburg - Ana Lúcia Menezes
- Diretor Pavil Curto - Waldyr Sant'anna
- Sr. McMcMc - Guilherme Briggs/Domício Costa (em alguns episódios)

## Lista de episódios
| #      | Título Original                   | Data de Estréia                               |
| ------ | --------------------------------- | --------------------------------------------- |
| Piloto | Whatever Happened to Robot Jones? | 25 de agosto de 2000                          |
| 02     | PU To P.E. Vacuum Friend          | 19 de julho de 2002 19 de julho de 2002       |
| 03     | Cube Wars Sickness                | 26 de julho de 2002 26 de julho de 2002       |
| 04     | Parents Embarrassment             | 2 de agosto de 2002 2 de agosto de 2002       |
| 05     | Politics Growth Spurts            | 9 de agosto de 2002 9 de agosto de 2002       |
| 06     | Electric Boogaloo Groovesicle     | 25 de junho de 2002 25 de junho de 2002       |
| 07     | Jealousy Scantron Love            | 13 de setembro de 2002 13 de setembro de 2002 |

| #  | Título Original                     | Data de Estréia                               |
| -- | ----------------------------------- | --------------------------------------------- |
| 08 | Gender Math Challenge               | 3 de outubro de 2003 3 de outubro de 2003     |
| 09 | Family Vacation Hair                | 10 de outubro de 2003 10 de outubro de 2003   |
| 10 | The Garage Band Work                | 17 de outubro de 2003 17 de outubro de 2003   |
| 11 | The Yogman's Strike Back Hookie 101 | 24 de outubro de 2003 24 de outubro de 2003   |
| 12 | House Party School Newspaper        | 31 de outubro de 2003 31 de outubro de 2003   |
| 13 | Safety Patrol Popularity            | 7 de novembro de 2003 7 de novembro de 2003   |
| 14 | Summer Camp Rules of Dating         | 14 de novembro de 2003 14 de novembro de 2003 |